# Henri Jean Maresquelle
Pour les articles homonymes, voir Maresquelle.
Henri Jean Maresquelle, né le 30 novembre 1898 à Nancy (Meurthe-et-Moselle) et mort accidentellement le 29 octobre 1977 à Vendenheim (Bas-Rhin) est un botaniste et mycologue français, professeur à l'Université de Strasbourg.
Agrégé de sciences naturelles (1923), il est directeur du Jardin botanique de l'université de Strasbourg de 1945 à 1969. Dès 1975, il anime des tables rondes de biologie théorique qui seront à l'origine de la Société francophone de biologie théorique.

## Publications
- Henri Jean Maresquelle, Études sur le parasitisme des Urédinées. Thèse prés. à la faculté des Sciences de Paris. Soutenue le 29 juin 1929 devant la Commission d'examen: M. Molinard, M. Joleaud, M. Robert-Lévy. Série A no 1201. N° d'ordre 2069.
- Henri Jean Maresquelle (éditeur scientifique), Colloque de morphologie (Tératologie) organisé à Strasbourg les 30 et 31 mars 1963, Paris, Mémoires de la Société botanique de France, 1963, 195 p.
- Henri Jean Maresquelle (éditeur scientifique), Colloque de morphologie (structures exceptionnelles et structure pathologique) organisé à Strasbourg les 1 et 2 avril 1968, Paris, Mémoires de la Société botanique de France, 1969, 224 p.
- Jean Meyer & Henri Jean Maresquelle, Anatomie des galles. Encyclopedia of Plant Anatomy, Vol. XIII, 1, 1983, 662 p.  (ISBN 978-3-443-14013-7)